# ГЕС Tianshengqiao II
ГЕС Tianshengqiao II (天生桥二级水电站) — гідроелектростанція на півдні Китаю у провінції Ґуйчжоу. Знаходячись між ГЕС Tianshengqiao I (вище по течії) та ГЕС Пінбань, входить до складу  каскаду на річці Наньпан, правому витоку Hongshui (разом з Qian, Xun та Сі відноситься до основної течії річкової системи Сіцзян, котра завершується в затоці Південно-Китайського моря між Гуанчжоу та Гонконгом).
В межах проекту річку перекрили бетонною гравітаційною греблею висотою 61 метр та довжиною 471 метр. Вона утримує водосховище з об’ємом 14,1 млн м3 (корисний об'єм 8,1 млн м3) та припустимим коливанням рівня поверхні у операційному режимі між позначками 637 та 645 метрів НРМ (під час повені рівень може зростати до 656,2 метра НРМ, а об’єм – до 29,5 млн м3).
Зі сховища через правобережний гірський масив прокладено три дериваційні тунелі довжиною по 10 км з діаметрами 10 метрів. Вони подають ресурс для встановлених у наземному машинному залі шести турбін типу Френсіс потужністю по 220 МВт, які використовують напір від 174 до 204 метрів та забезпечують виробництво  6,9 млрд кВт-год електроенергії на рік.
Видача продукції відбувається по ЛЕП, розрахованим на роботу під напругою 500 кВ та 220 кВ.